# Roxane Fournier
Roxane Fournier (Soisy-sous-Montmorency, 7 de novembro de 1991) é uma desportista francesa que compete no ciclismo nas modalidades de pista e rota. Ganhou uma medalha de bronze no Campeonato Europeu de Ciclismo em Pista de 2015, na prova de scratch.

## Biografia
Desde 2008 começou a competir no calendário amador francês com vários top-tens (a maioria em corridas de um dia), o que a levou a debutar como profissional em 2010; ano no que também começou a destacar na pista. No entanto, a falta de bons resultados levaram-na a requalificar-se como amador nos anos 2012-2013. Depois de obter duas vitórias no Tour de Bretanha Feminino (uma cada ano), regressou ao profissionalismo em 2014; desta vez com melhores resultados, de facto foi a segunda melhor francesa do Ranking UCI de 2015, o que a deu acesso a disputar o Mundial de 2015.

## Medalheiro internacional
| Campeonato Europeu | Campeonato Europeu | Campeonato Europeu | Campeonato Europeu |
| Ano                | Lugar              | Medalha            | Competição         |
| ------------------ | ------------------ | ------------------ | ------------------ |
| 2015               | Grenchen ( Suíça ) | Medalha de bronze  | Scratch            |

## Palmarés

### Estrada
- 2012
  - 1 etapa do Tour de Bretanha Feminino

- 2013
  - 1 etapa do Tour de Bretanha Feminino

- 2014
  - 1 etapa do Trophée d'Or Féminin

- 2015
  - Grande Prêmio de Dottignies
  - 1 etapa do Tour da Ilha de Chongming
  - 1 etapa do Trophée d'Or Féminin

- 2016
  - 1 etapa do Tour da Ilha de Zhoushan
  - 2 etapas de La Route de France

### Pista
- 2010
  - 3.ª no Campeonato da França Pontuação

- 2014
  - Campeonato da França Perseguição por Equipas (fazendo equipa com Fiona Dutriaux e Pascale Jeuland)

- 2015
  - 3.ª no Campeonato Europeu de Pista Scratch

## Resultados em Grandes Voltas e Campeonatos do Mundo
Durante a sua carreira desportiva tem conseguido os seguintes postos nas Grandes Voltas femininas e nos Campeonatos do Mundo em estrada:
| Corrida            | Corrida            | 2010 | 2011 | 2012 | 2013 | 2014 | 2015 | 2016 | 2017 | 2018 | 2019 | 2020 | 2021  | 2022 |
| ------------------ | ------------------ | ---- | ---- | ---- | ---- | ---- | ---- | ---- | ---- | ---- | ---- | ---- | ----- | ---- |
|                    | Giro d'Italia      | —    | —    | —    | —    | —    | —    | 96.ª | Ab.  | Ab.  | —    | —    | —     | —    |
|                    | Tour de l'Aude     | —    | X    | X    | X    | X    | X    | X    | X    | X    | X    | X    | X     | X    |
|                    | Tour de France     | X    | X    | X    | X    | X    | X    | X    | X    | X    | X    | X    | X     | —    |
| Mundial em Estrada | Mundial em Estrada | —    | —    | —    | —    | —    | Ab.  | 6.ª  | —    | —    | —    | —    | 109.ª | —    |

—: não participa

Ab.: abandono

X: edições não celebradas

## Equipas
- ESGL 93-GSD Gestão (2010)
- ASPTT Dijon-Bourgogne (2011)
- BigMat-Auber 93 (2012-2013) (amador)
- Futuroscope (2014-2018)
- Poitou-charentes.futuroscope.86 (2014-2016)
- FDJ Nouvelle Aquitaine Futuroscope (2017-2018)
- Movistar Team (2019)
- Casa Dorada[5] (01.2020-02.2020)
- Chevalmeire Cycling Team[6] (03.2020-12.2020)
- Team SD Worx (2021-)